# Arcoppia arcualis
Arcoppia arcualis är en kvalsterart som först beskrevs av Berlese 1913.  Arcoppia arcualis ingår i släktet Arcoppia och familjen Oppiidae.

## Underarter
Arten delas in i följande underarter:
- A. a. arcualis
- A. a. curtiseta
- A. a. enghoffi
- A. a. novaeguineae